# Deposit
Deposit è un villaggio degli Stati Uniti d'America, situato nello stato di New York, diviso tra la contea di Broome e la contea di Delaware.